# Gmina Lubicz
Die Gmina Lubicz ist eine Landgemeinde im Powiat Toruński der Woiwodschaft Kujawien-Pommern, Polen. Ihr Sitz liegt im Dorf Lubicz Dolny (deutsch „Nieder“ Leibitsch).

## Gliederung
Zur Landgemeinde Lubicz gehören 17 Orte (deutsche Namen bis 1945) mit einem Schulzenamt:
| - Brzezinko (Birkenau/Brzenzinko) - Brzeźno (Brzezno, 1942–1945 Bresen) - Grabowiec (Grabowitz) - Grębocin (Gremboczyn, 1909–1945 Gramtschen) - Gronowo (1909 nach der Gutsherrenfamilie Wolff in Wolffserbe umbenannt; davor deutsch: Grunau) - Jedwabno (Seyde) - Kopanino (Kompanie) - Krobia (1942–1945 Kroppen) | - Lubicz (Leibitsch, 1942–1945 Bergleibisch?) - Mierzynek (1942–1945 Merzen) - Młyniec Pierwszy (Mlynietz) - Młyniec Drugi (1942–1945 Mühlenfeld) - Nowa Wieś (Neudorf) - Rogowo (Groß Rogau) - Rogówko (Deutsch Rogau) - Złotoria (Zlotterie) |

Weitere Ortschaften der Gemeinde sind Gronówko (Gronowko, 1909–1945 Klein Grunau) und Józefowo (1942–1945 Juppshof).